# Kosmodroom Plesetsk
Plesetsk (Russisch: Космодром Плесецк, Kosmodrom Plesetsk) is een kosmodroom (ruimtehaven) in Rusland, gelegen in de oblast Archangelsk op ongeveer 800 kilometer ten noorden van Moskou en 180 kilometer ten zuiden van Archangelsk. De lanceerplaats is gesitueerd nabij de stad Mirny (die naargelang de personeelsbehoefte van de ruimtehaven varieert tussen de 30.000 en 50.000 inwoners) en het spoorstation Plesetskaja van de Noordelijke spoorlijn bij het plaatsje Plesetsk. Naar aantallen afgeschoten raketten (tussen 1957 en 1992 werden er 1251 gelanceerd) staat de ruimtehaven op nummer 1 in de wereld.
Het terrein van de kosmodroom, dat gelegen is in een licht heuvelachtige beboste (taiga) omgeving, is relatief vlak en omvat 1762 km². Van noord naar zuid meet het 46 kilometer en van oost naar west 82 kilometer. Op het terrein bevindt zich ook de luchthaven Plestsy.

## Geschiedenis
Het kosmodroom werd gebouwd als geheime lanceerplaats voor ICBM's onder de codenaam Angara. Het bevel tot de constructie werd gegeven op 11 januari 1957, waarna de bouw op 15 juli van dat jaar begon. De kosmodroom werd in gebruik genomen voor R-7- en R-7A-raketten (de A staat voor 'Angara') in december 1959. De aanwezigheid van een spoorstation nabij Plesetsk was van groot belang voor het vervoer van raketonderdelen. Deze raketten werden gekozen vanwege het feit dat ze andere landen en het testgebied Koera op Kamtsjatka konden bereiken. De stad Mirny ('vredevol') werd rondom de kosmodroom gebouwd.
De autoriteiten wisten het bestaan geheim te houden tot de lancering van het eerste ruimtevaartuig op 17 maart 1966, de Kosmos 112. De Britse natuurkundeleraar Geoffrey Perry en zijn studenten kwamen na het zorgvuldig bestuderen van het lanceren van de Kosmos 112 satelliet tot conclusie dat deze niet vanaf Bajkonoer maar vanaf een andere locatie de ruimte in was gestuurd. Na het einde van de Koude Oorlog werd echter bekend dat de CIA al vanaf het einde van de jaren 50 had vermoed dat zich een lanceerinstallatie voor ICBM's bevond bij Plesetsk. In 1983 gaf de Sovjet-Unie uiteindelijk ook zelf toe dat Plesetsk bestond.

## Huidig gebruik
Sinds de val van de Sovjet-Unie is het belang van de Kosmodroom Bajkonoer toegenomen ten koste van Plesetsk. 
Op Plesetsk bevinden zich raketlanceerinrichtingen (SK's) en technische installaties (TK's) voor alle typen middellange en lange-afstandsraketten van Russische makelij, momenteel de Sojoez en Rokot. De zwaardere Zenit en Proton worden alleen vanaf Bajkonoer gelanceerd. In 2014 werd de eerste (en vooralsnog enige) testvluchten van de Angara 1.2 en Angara A5 vanaf Plesetsk gelanceerd. Dat de Angara A5, die de Proton vervangt wel vanuit Plesetsk wordt gelanceerd heeft te maken met de brandstof. De rakettrappen van de Proton werken op zeer giftige hypergolische brandstoffen en zouden dan terechtkomen op Canadees grondgebied. Tegenwoordig wordt het kosmodroom Plesetsk voornamelijk gebruikt voor de lancering van militaire satellieten, die hiervandaan eenvoudig kunnen worden afgeschoten vanwege het feit dat Plesetsk zich in een bijna onbewoond arctisch gebied bevindt waar raketonderdelen met minder gevaar kunnen neerstorten. Er is echter ook een groeiend aandeel van de civiele ruimtevaart. Lanceringen vanaf deze basis hebben vooral een zonsynchrone-baan als doel. Vanuit Plesetsk wordt verder het merendeel van de ruimteprogramma's gecoördineerd. Naar verwachting zal het belang van Plesetsk toenemen in de toekomst vanwege het feit dat Bajkonoer zich nu in Kazachstan bevindt en hierdoor voor het gebruik leasegelden moeten worden betaald door Rusland. Plesetsk is vanwege zijn noordelijke ligging (62° NB) echter minder geschikt voor geostationaire lanceringen dan bijvoorbeeld het Kennedy Space Center in de Verenigde Staten (28° NB) of het Centre Spatial Guyanais in Frans-Guyana (5° NB), maar werd door Rusland toch aangewezen als de belangrijkste locatie voor de geplande lanceringen van haar nieuwe raket, de Angara-raketten. Rusland bouwt echter ook aan het Kosmodroom Vostotsjny aan de stille oceaan vanwaar inmiddels ook Sojoez-raketten gelanceerd worden en in de toekomst ook Angara-raketten. In mei 2007 werd de eerste RS-24 gelanceerd, die uiteindelijk de UR-100N (SS-19 stiletto) en R-36 (SS-18 Satan) moeten vervangen.

## Rampen
- 26 juni 1973 - 9 mensen worden gedood door een explosie van een Kosmos 3-M-raket, die klaarstaat voor lancering
- 18 maart 1980 - 50 mensen worden gedood door een explosie van een Vostok-2M-raket met een Tselina-satelliet, tijdens het bijtanken
- 15 oktober 2002 - 1 man wordt gedood door de explosie van een Sojoez-U met ESA's Foton-M1 aan boord, na een mislukte lanceerpoging